# Алексеевка (Харьков)

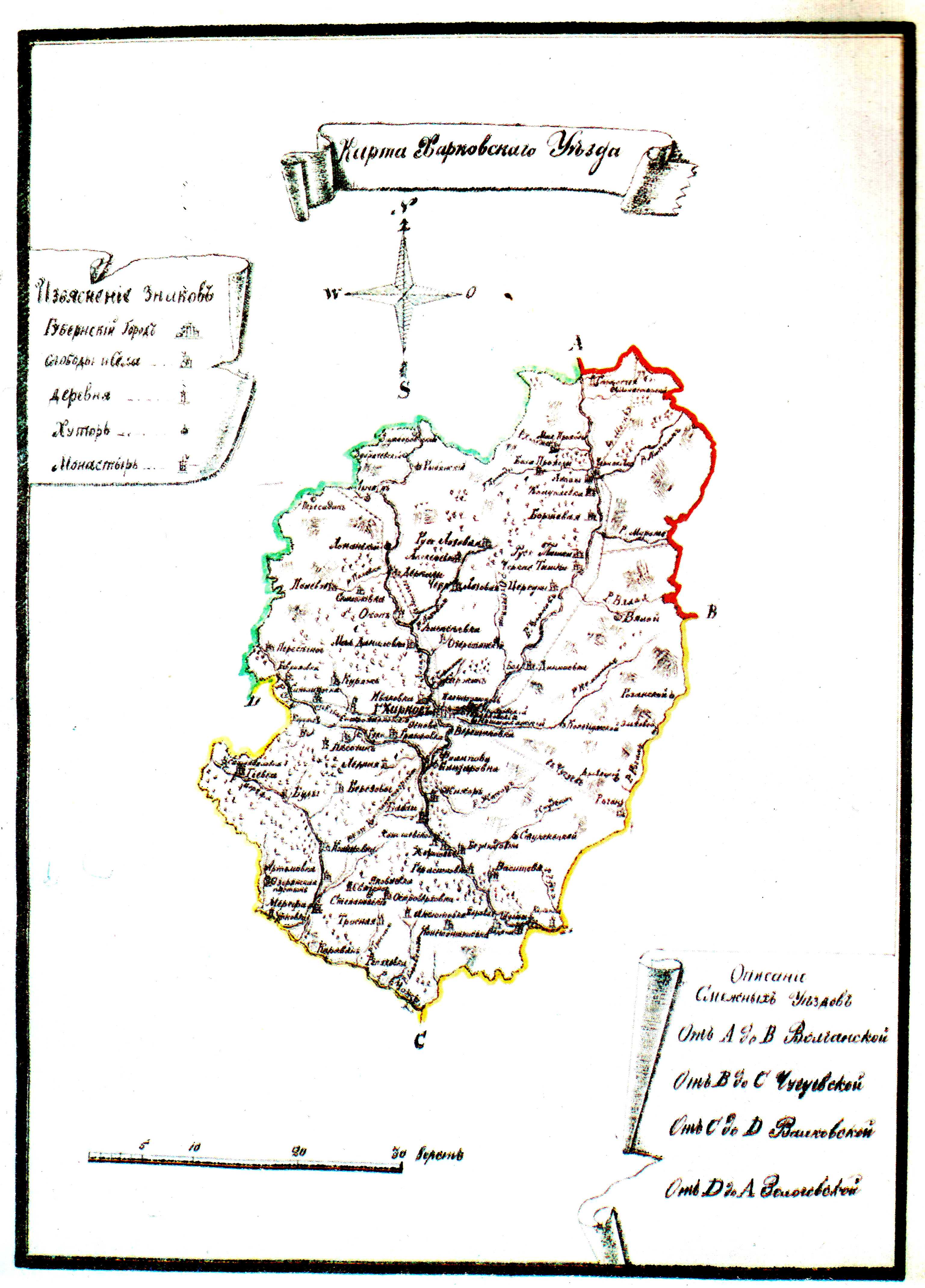
Алексеевка на реке Алексеевке на карте Харьковского уезда 1788 года

Алексе́евка (укр. Олексіївка), — историческая часть и жилой массив на северо-западе города Харькова, отделённый от Павлова Поля Алексеевской балкой, по которой течёт речка Алексеевка.

## Географическое положение
Алексеевка находится в северо-западной части современного Шевченковского административного района города.
Расположена на водоразделе рек Алексеевка и Лозовенька, то есть между Алексиевым яром и Лозовеньковской балкой, являющимися её естественными границами. С западного склона района вода стекает в реку Лозовеньку, с восточного — в Алексеевку.
Застроенная многоэтажными зданиями часть Алексеевки имеет ширину с северо-запада на юго-восток, от Окружной дороги до реки Алексеевки: от 1,1 км в районе 148 средней школы (Новая Алексеевка) до 2,5 км по улице Клочковской (Старая Алексеевка).
С запада район включает Алексеевский лугопарк с водохранилищем, по правому берегу Лопани граничит с Сортировкой (Северный Пост) и ограничен поймой реки Лопань. С юга район граничит с Павловым Полем и отделен от него Алексеевской балкой с садовыми участками, гаражами и протекающей в балке речкой Алексеевкой с небольшим Новокомсомольским озером, впадающей в Лопань перед плотиной Алексеевского лугопарка. Река является естественной границей района. С востока район включает в себя северную часть Лесопарка и ограничен Пятихатками.
С севера район граничит с посёлками Малая Даниловка, Пятихатки ,Флоринка (Харьков), платформой Лозовенька, селом Черкасская Лозовая, и ограничен балкой реки Лозовеньки с водохранилищем и небольшими прудами, которая является его естественной границей. Северо-восточная окраина Новой Алексеевки называется Зелёное.

## История и название
Точное время возникновения Алексеевки неизвестно. Она возникла в конце XVII либо в самом начале XVIII века. Население Алексеевки в 1779 году, согласно «Ведомости, исъ какихъ именно городовъ и уездовъ Харьковское наместничество составлено и сколько было въ нихъ душъ на 1779 годъ», было 398 «владельческих подданных» душ вахмистров Ивана и Григория Квиток и 179 душ неописанной принадлежности (учитывались только мужчины; женщин и детей не считали, так как они не платили налогов). В данной ведомости Алексеевка именуется «владельческая слободка». Затем Квитки (из рода которых был писатель Григорий Квитка-Основьяненко) продали Алексеевку Щербининым, из рода которых был первый харьковский губернатор Евдоким Щербинин.
В 1782 году в слободке Алексеевка, владении коллежскаго советника Петра Андреева сына Щербинина в 39 дворах проживало 280 человек. Первоначально располагалась несколько выше пересечения Золочевской дороги (ныне улица Клочковская) с речкой Алексеевкой, на правом её берегу, выше источника; на карте 1788 года обозначена как «деревня».
В списках населенных мест Харьковской губернии 1864 года в селе Алексеевка в 120 дворах проживало 664 жителя. Была православная церковь и винокуренный завод. В 1885 году в селе Алексеевка Алексеевской волости в 115 дворах проживало 644 жителя. Была православная церковь. По переписи населения 1897 года в селе Алексеевка проживали 853 жителя.
Название села и Алексеевской улицы связано со святым источником православного святого Алексия, человека Божия.
Восточнее Алексеевской улицы был построен в 1839 году православный храм Алексия, человека Божьего (Харьков), разрушенный при штурме города во время третьего сражения за Харьков в 1943 году. Сейчас возле бывшего православного храма ведётся строительство большого кафедрального католического храма Харьковской диоцезии Римско-католической церкви с домом главы католической епархии и вспомогательными службами. Источник же действует и поныне.
До 1950-х годов Алексеевка была селом на левом (восточном) берегу реки Лопань, выше нынешнего лугопарка, и не входила в городскую черту Харькова. Этот район сейчас называется Старая Алексеевка. Возле неё находились посёлок Лозовенька и посёлок лесничества Зелёное.
В 1937-1940 годах, перед ВОВ, в Алексеевке было 679 дворов, православная церковь, пруд и свой Алексеевский сельсовет. В нижней части Алекссевки, на подоле, ближе к Лозовеньке, находился ныне не действующий кирпичный завод, от которого остались пять карьеров, заполненных водой.
Массовая застройка Алексеевки многоэтажными жилыми домами началась с середины 1970-х годов. В 1980-х годах район застраивался в сторону Пятихаток. Район от проспекта Людвига Свободы в сторону Пятихаток называется Новая Алексеевка.

## Транспортные коммуникации
Транспортное расположение Алексеевки неудачно, поскольку от центра она отделена Алексеевской балкой и связана с ним только двумя дорогами (Алексеевским виадуком и Клочковской), от Сортировки — рекой (их связывает одна Окружная дорога), от области — рекой (одна дорога на Дергачи) и от Пятихаток — Лесопарком (одна Окружная дорога).
Алексеевка соединяется:
- с Павловым Полем — улицей Ахсарова через Алексеевский виадук над Алексеевской балкой,
- с Дергачами, Южным вокзалом и центром города — улицей Клочковской,
- с Пятихатками и Залютино — Окружной автомобильной дорогой.

С центром города и Московским проспектом Алексеевку связывает Алексеевская линия метро (станции            "Победа" и "Алексеевская").Имеются линия троллейбуса на Павлово Поле по проспекту Науки, в центр города Улицу Сумскую, парк Горького, Лесопарк, на посёлок Жуковского (№ 2) и по улице Деревянко в парк Горького (№ 40), а также линия трамвая до Южного вокзала (№ 20).

## Достопримечательности
- Алексеевский лугопарк — место отдыха.
- Лозовеньковское водохранилище — место отдыха.
- Харьковский лесопарк — место отдыха.
- Источник Алексия, человека Божия.
- Храм Алексия, человека Божия — православный.
- Римско-католический костёл (недостроен) — католический.
- Факультет перерабатывающих и пищевых производств Государственного биотехнологического университета — ул. Клочковская, 333.
- Областная детская клиническая больница № 1 — ул. Клочковская, 337-А
- Алексеевская исправительная колония.

## Реки и озёра
- Лопань (река), левый приток Уд.
  - Алексеевское водохранилище
- Лозовенька (река), левый приток Лопани.
  - Лозовеньковское водохранилище[14]
  - Два небольших пруда в пойме реки Лозовеньки, один из которых (во Флоринке) частный с фонтаном, выкопан в 2006.
- Алексеевка (приток Лопани), левый приток Лопани.
  - Новокомсомольское озеро (т. н. отстойник) в Алексеевской балке.
- Четыре небольших озера (бывших кирпичных карьера) под 9-м городским кладбищем ниже ул. Клочковской.